# Anápolis Vôlei
O Associação Esportiva Anápolis, mais conhecido como Anápolis Vôlei, é uma equipe brasileira de voleibol masculino da cidade de Anápolis, Goiás que atua na Superliga B de 2019.

## Histórico
O time surgiu no final de 2018, da parceria entre o Monte Cristo Voleibol, Secretaria de Esportes de Anápolis e o Instituto Dante Vôlei.
À frente desse projeto está o goiano multi-campeão Dante Amaral, um dos maiores ícones do voleibol brasileiro, com mais de 20 anos dedicados ao esporte e que pela Seleção Brasileira.
O projeto representa a realização de um sonho antigo, que é colocar Goiás na elite do esporte e ainda colocar em prática um projeto social que proporcionará uma experiência única no voleibol para crianças carentes e em condição de risco.
Em seu primeiro ano, disputando a Superliga B, o Anápolis Vôlei chegou até a semi-final, com casa cheia em todos os jogos bateu recorde de público de toda Superliga, com 5.900 torcedores lotando o Ginásio Newton de Faria 
Após fim de parceria com o Monte Cristo, o Anápolis Vôlei abdicou da vaga na Superliga B que ficou com o Monte Cristo e, disputou a Superliga C 2019. A equipe terminou a competição invicta com 4 vitórias, garantindo o acesso à Superliga B em 2020 junto com Caramuru de Ponta Grossa (PR). 
Em 2019 participou como convidado do Campeonato Mineiro masculino de vôlei terminando em 4º lugar.
Em 2020 disputou a Superliga B terminando a fase classificatória em 3º lugar, mas devido ao surto de COVID-19 a competição foi encerrada, adiando o sonho de disputar a Superliga A. 

### Títulos e resultados
Campeão Superliga C 2019
Copa Brasília de Voleibol 2019

## Elenco atual
| Nº | Nome completo                          | Apelido    | Posição    | Nascimento | Peso | Altura |
| -- | -------------------------------------- | ---------- | ---------- | ---------- | ---- | ------ |
| 1  | Everaldo Lucena da Silva               | Everaldo   | Levantador | 28/05/1985 | 97   | 198    |
| 2  | Dionata Assis De Almeida               | Dionata    | Levantador | 06/01/1999 | 72   | 185    |
| 3  | Rodrigo Ruiz Abrãao                    | Rodrigo    | Ponteiro   | 17/09/1996 | 86   | 192    |
| 4  | Ricardo Alexandre Gomes do Rego Júnior | Ricardo    | Ponta      | 09/01/1991 | 99   | 195    |
| 5  | Arthur Maia El Zayek                   | Arthur     | Ponta      | 11/12/1989 | 90   | 195    |
| 6  | Henrique Ferreira Meireles Guimarães   | TchoTcho   | Ponta      | 20/06/2002 | 80   | 195    |
| 7  | João Vítor Concórdia Da Silva Santos   | João       | Meio       | 07/03/1999 | 125  | 205    |
| 8  | Vinicius Mendes De Siqueira            | Vini       | Meio       | 20/09/1982 | 92   | 199    |
| 9  | Alberto Pedra Mendes                   | Alberto    | Meio       | 06/06/1981 | 118  | 200    |
| 10 | Elias Silveira Sousa Filho             | Elias      | Meio       | 21/01/2001 | 89   | 199    |
| 11 | João Vitor Rosa Adriano                | João Vitor | Oposto     | 20/11/2002 | 95   | 200    |
| 12 | Hugo Maia El Zayek                     | Hugo       | Líbero     | 03/11/1983 | 88   | 192    |
| 13 | Matheus Henrique Andrade               | Matheus    | Líbero     | 08/06/1994 | 80   | 190    |

### Comissão técnica e Diretoria
| Nome            | Função                 |
| --------------- | ---------------------- |
| Ricardo Picinin | Técnino                |
| Hitálo Machado  | Assistente Técnico     |
| Victor Lima     | Preparador Físico      |
| Arisson Ribeiro | Fisioteraupeta         |
| Jefferson Silva | Analista de Desempenho |
| Ivan Reis       | Assistente de Quadra   |
| Vinicius Cruz   | Supervisor             |
| Dante Amaral    | Gestor                 |